# Flyttefirma
Et flyttefirma er en virksomhed der varetager flytning af løsøre for private og virksomheder. Dog tilbyder mange flyttefirmaer også tillægsydelser, såsom nedpakning, udpakning og opbevaring. I Danmark er der over 1100 virksomheder der beskæftiger sig med flytteforretning. Ud af disse virksomheder er 75 medlemmer af Dansk Møbeltransport Forening (DMF).
Flere flyttefirmaer tilbyder også international flytning hvor de, alt efter distancen, kan håndtere opgaven selv, eller benytte sig af en samarbejdspartnere i det pågældende land. Større netværker af samarbejdspartnere kan også tilbyde ydelser såsom assistance til visumansøgninger, adgang til lokalenetværk af foreninger, eller hjælp til at finde den rette skole til børnene.

## Udstyr
Der findes forskellige former for specialudstyr der kan benyttes i forbindelse med en flytning. Det kan f.eks. være en møbellift, der kan opstilles ud for en etageopgang, og derved kan flyttegodset køres direkte op til et vindue eller en altan, uden at skulle bæres op igennem opgangen. Denne komme især til sin ret ved f.eks. store møbler, der ikke kan komme op igennem en smal opgang, men i stedet kan sendes direkte ind i boligen.
Et andet eksempel kunne være en trappesækkevogn, der ved hjælp af f.eks. ekstra hjul eller larvefødder, kan køre op ad trapper uden besvær. Disse findes både i manuelle og elektroniske udgaver, alt efter behov.

## Økonomi
Flyttefirmaers økonomi afhænger først og fremmest af de omkostninger, de har. Det inkluderer udgifter til biler, brændstof, lønninger til medarbejdere og vedligeholdelse af udstyr. Desuden skal firmaerne betale for certificeringer og forsikringer, som er nødvendige for at overholde kvalitetsstandarder og beskytte mod ansvar. Konkurrence og markedsefterspørgsel spiller også en vigtig rolle. For at klare sig godt skal flyttefirmaer tilpasse deres priser til  konkurrenternes, og hvordan kundernes behov ændrer sig. Det er vigtigt at holde kunderne tilfredse, da positive anmeldelser og et godt omdømme kan føre til flere opgaver og dermed mere indtjening